# Altrivalvina magnifica
Altrivalvina magnifica är en fjärilsart som beskrevs av Eugen Wehrli 1939. Altrivalvina magnifica ingår i släktet Altrivalvina och familjen mätare. Inga underarter finns listade i Catalogue of Life.